# 장서희 (2006년)
장서희(2006년 9월 15일~)는 대한민국의 배우이자 모델이다.
2012년 7월 25일(水)에 영화 《무서운 이야기》의 단역(우민지 역)을 통하여 영화 배우(아역)로 첫 데뷔를 하였으며, 이듬해 2013년 1월 5일(土)에는 MBC 문화방송 TV 드라마 《백년의 유산》의 단역(어린 민채원 역)을 통하여 TV 드라마 첫 출연하였고, 이어 같은 해(2013년 6월 6일 木, 현충일)에는 영화 《무서운 이야기 2》에 단역(어린 강지은 역)으로 출연하였다.

## 출연 작품

### 연기 활동

#### 영화
- 2012년 《무서운 이야기》 ... 우민지[3] 역(단역)
- 2013년 《무서운 이야기 2》 ... 어린 강지은[4] 역(단역)

#### TV 시리즈
| 연도   | 방송사 | 제목                    | 역할           | 비고      |
| ------ | ------ | ----------------------- | -------------- | --------- |
| 2013년 | MBC    | 백년의 유산             | 어린 민채원 역 | 50부작    |
| 2013년 | KBS2   | 삼생이                  | 어린 봉금옥 역 | 120부작   |
| 2013년 | JTBC   | 맏이                    | 난이 역        | 41회~54회 |
| 2013년 | KBS2   | 예쁜 남자               | 술리 역        | 15회~16회 |
| 2014년 | MBC    | 엄마의 정원             | 어린 서윤주 역 | 126부작   |
| 2014년 | SBS    | 모던파머                | 최은우 역      | 20부작    |
| 2015년 | TvN    | 신분을 숨겨라           | 지원 역        | 3회       |
| 2015년 | KBS2   | 별이 되어 빛나리        | 어린 서모란    | 128부작   |
| 2016년 | KBS2   | 아이가 다섯             | 지영 역        | 15회~16회 |
| 2016년 | SBS    | 달의 연인 - 보보경심 려 | 공주 임씨      | 14회      |

### 이외 단발적 연기 활동

#### TV 프로그램
| 연도   | 방송사     | 제목              | 역할 | 비고  |
| ------ | ---------- | ----------------- | ---- | ----- |
| 2012년 | 재능TV     | 미술고양이 미야옹 |      | [ 9 ] |
| 2013년 | MBC every1 | 오늘부터 엄마아빠 |      |       |

## 수상 및 후보
| 연도 | 시상식       | 부문              | 작품             | 결과 |
| ---- | ------------ | ----------------- | ---------------- | ---- |
| 2015 | KBS 연기대상 | 여자 청소년연기상 | 별이 되어 빛나리 | 후보 |